# Coggswell Motor Car Company
Coggswell Motor Car Company war ein US-amerikanischer Hersteller von Automobilen.

## Unternehmensgeschichte
Das Unternehmen existierte von 1910 bis 1911 in Grand Rapids in Michigan. H. Coggswell leitete es. Er beschäftigte 75 Personen. Gleichzeitig war er der Designer der Fahrzeuge, die als Coggswell vermarktet wurden. Die Anzahl der hergestellten Fahrzeuge blieb gering.
In der Werbung wurde der Lokalpatriotismus hervorgehoben: Ein Fahrzeug aus Grand Rapids, entworfen von einem Mann aus Grand Rapids, montiert von Arbeitern aus Grand Rapids, einen Namen aus Grand Rapids tragend, aus einer Fabrik, in der ausschließlich Männer aus Grand Rapids arbeiten.

## Fahrzeuge
Im Angebot stand nur das Model 35. Ein Vierzylindermotor mit 35 PS Leistung trieb die Hinterachse an. Auffallend war die OHC-Ventilsteuerung. Als Aufbau ist ein Tourenwagen überliefert.